# 約翰·克蘭克
約翰·克蘭克（英語：John Crank，1916年2月6日—2006年10月3日）是一名英國數學物理學家，因其在偏微分方程的數值解方面的工作而知名。
克蘭克出生於英國蘭開夏的亨德雷，父親是一名木匠的製版師。1934年至1938年，克蘭克就讀於曼徹斯特大學，作為勞倫斯·布拉格和道格拉斯·哈特里的學生，他獲得理學學士及碩士學位。1953年，他被曼徹斯特大學授予理學博士學位。
克蘭克在第二次世界大戰期間從事彈道學研究，之後在1945年至1957年間於Courtaulds基礎研究室擔任數學物理學家。1957年，他被任命為布魯內爾大學的首任數學系主任。在1981年退休前，他曾擔任過兩屆布魯內爾大學的副校長，當時他被授予名譽教授的稱號。
克蘭克的主要工作是偏微分方程的數值解，特別是熱傳導問題的解決。他最著名的是與菲利斯·尼科爾森在熱方程方面的合作，克蘭克－尼科爾森方法由此而生。
克蘭克熱衷於園藝，並建立約翰·克蘭克花園作為給布魯內爾大學的退休禮物。他的妻子在結婚第63年後，於2005年去世。